# Grevinge (plaats)
Grevinge is een plaats in de Deense regio Seeland, gemeente Odsherred. De plaats telt 639 inwoners (2008).